# 呜吒
《呜吒》是中国偶像组合SNH48的第五张EP。

## 簡介
本张EP的CD部分收录了SNH48首届总选举汇报单曲《呜吒（UZA）》，以及《悬铃木》、《第一只兔子》、《错过奇迹》3首在总选举演唱会中演唱过、粉丝们非常喜欢的歌曲，另外还有一首尚未曝光过的歌曲《夕阳下的约定》。而DVD部分则收录了中日韩联合打造、SNH48史上最震撼的MV《呜吒（UZA）》，以及《悬铃木》、《第一只兔子》、《错过奇迹》三首歌曲的总选举Live现场版。

## 收录曲目
| CD       | CD                                               | CD       | CD           | CD                     | CD                       | CD    |
| 曲序     | 曲目                                             | 作曲     | 编曲         | 演唱者                 | 备注                     | 时长  |
| -------- | ------------------------------------------------ | -------- | ------------ | ---------------------- | ------------------------ | ----- |
| 1.       | 呜吒（原曲：《UZA》）                            | 井上义正 | 野中MASA雄一 | 选拔組                 | 原词：秋元康 原唱：AKB48 | 4:36  |
| 2.       | 悬铃木（原曲：《倘若在梧桐樹什麼的》（鈴懸なんちゃら））       | 织田哲郎 | 野中MASA雄一 | Team SII               | 原词：秋元康 原唱：AKB48 | 5:28  |
| 3.       | 第一只兔子（原曲：《First Rabbit》（ファースト・ラビット））         | 杨庆豪   | 杨庆豪       | Team NII               | 原词：秋元康 原唱：AKB48 | 4:50  |
| 4.       | 错过奇迹（原曲：《奇跡也趕不及》（奇跡は間に合わない））           | 宫岛律子 | 关淳二郎     | 李宇琪、孔肖吟、邱欣怡 | 原词：秋元康 原唱：AKB48 | 3:34  |
| 5.       | 夕阳下的约定（原曲：《你正在看着夕阳吗？》（夕陽を見ているか?）） | 冈田实音 | 高岛智       | Team SII               | 原词：秋元康 原唱：AKB48 | 4:58  |
| 总时长： | 总时长：                                         | 总时长： | 总时长：     | 总时长：               | 总时长：                 | 23:26 |

| DVD  | DVD                      |
| 曲序 | 曲目                     |
| ---- | ------------------------ |
| 1.   | 呜吒                     |
| 2.   | 悬铃木（总选举LIVE）     |
| 3.   | 第一只兔子（总选举LIVE） |
| 4.   | 错过奇迹（总选举LIVE）   |

特典
- Type A标准版 随碟附赠SNH48 《呜吒（UZA）》发售纪念握手券（有效期1年）每张EP随机附赠1张内封生写。此次内封生写共计56款，其中《呜吒（UZA）》MV礼服主题生写（TOP16每人2款）共32款，其他S队/N队“一心向前”总选举演唱会现场花絮生写每人1款，共24款。

- Type B重磅版 随碟附赠《SNH48 年度金曲大赏BEST30》投票券（内含30次投票权）1张数码签名生写

## 選拔成員
- 括号内所示为成员在SNH48第一屆總選舉内所获名次

### 呜吒（UZA）
（Center：吳哲唅）
- Team SII：陳觀慧（#10）、陳思（#9）、戴萌（#13）、孔肖吟（#15）、李宇琪（#11）、莫寒（#7）、邱欣怡（#2）、吳哲晗（#1）、徐晨辰（#16）、許佳琪（#8）、張語格（#5）、趙嘉敏（#3）
- Team NII：龔詩淇（#12）、鞠婧禕（#4）、李艺彤（#6）、易嘉愛（#14）

吳哲唅首次擔任選拔Center。鞠婧禕、李藝彤、龔詩淇、易嘉愛首次參與選拔。錢蓓婷首次落選選拔組。首次有Team NII的成員參與選拔。
MV在韓國拍攝，总导演是洪源基。

### 悬铃木
（Center：陳觀慧）
- Team SII：陳觀慧、陳思、戴萌、蔣芸、孔肖吟、李宇琪、莫寒、錢蓓婷、邱欣怡、溫晶婕、吳哲晗、徐晨辰、許佳琪、徐子軒、張語格、趙嘉敏

### 第一只兔子
（Center：鞠婧禕、萬麗娜）
- Team NII：陳佳瑩、董艷芸、馮薪朵、龔詩淇、黃婷婷、鞠婧禕、林思意、陆婷、羅蘭、孟玥、唐安琪、萬麗娜、徐言雨、易嘉愛、曾艷芬、趙粵

### 错过奇迹
（Center：李宇琪）
- Team SII：孔肖吟、李宇琪、邱欣怡

### 夕阳下的约定
（Center：李宇琪）
- Team SII：陳觀慧、陳思、戴萌、蔣芸、孔肖吟、李宇琪、莫寒、錢蓓婷、邱欣怡、溫晶婕、吳哲晗、徐晨辰、許佳琪、徐子軒、張語格、趙嘉敏

## 軼事
- 徐言雨參與的最後一張EP。